# خجالت نکش
خجالت نکش فیلمی ایرانی به کارگردانی رضا مقصودی، نویسندگی رضا مقصودی و افرا جورابلو و تهیه‌کنندگی سید امیر پروین حسینی محصول سال ۱۳۹۶ است. ادامه این فیلم در فیلم سینمایی خجالت نکش۲ در سینما اکران شد.

## خلاصه داستان
این فیلم داستان زندگی زن و شوهری را روایت می‌کند که با داشتن پسر و عروس، در سن میان‌سالی بچه‌دار می‌شوند. این اتفاق آن هم در روستایی کوچک که هیچ چیز از دید اهالی پنهان نمی‌ماند، از دید صنم (شبنم مقدمی) کمی غیر معقول به نظر می‌رسد. قنبر (احمد مهران‌فر) اما از این موضوع ابایی ندارد و بسیار خوشحال است زیرا به حرف رئیس‌جمهور گوش کرده و به فکر آینده کشورش است.

## بازیگران
| بازیگر        | نقش     |
| ------------- | ------- |
| شبنم مقدمی    | صنم     |
| احمد مهران‌فر  | قنبر    |
| سام درخشانی   | حشمت    |
| لیندا کیانی   | مقبوله  |
| شهره لرستانی  | شهربانو |
| الناز حبیبی   | تینا    |
| سید علی صالحی | سیف‌الله |
| فرانک تمنایی  | زهره    |
| سمیرا حسینی   | مرضیه   |
| میثاق جمشیدی  | احمد    |
| علیرضا رئیسی  | بهرام   |
| کاوه آهنگر    | پیمان   |
| بانیپال شومون | غضنفر   |

## جوایز
| بخش                      | نامزد      | نتیجه    | جایزه        |
| ------------------------ | ---------- | -------- | ------------ |
| بهترین بازیگر نقش اول زن | شبنم مقدمی | نامزدشده | سیمرغ بلورین |
| بهترین طراحی لباس        | رعنا امینی | نامزدشده | سیمرغ بلورین |
| بهترین کارگردان فیلم اول | رضا مقصودی | برنده    | سیمرغ بلورین |